# Larry Page
Lawrence Edward "Larry" Page, (nascut el 26 de març de 1973 a Lansing, Michigan, Estats Units) és el cofundador de l'empresa Google Inc. Està classificat en el lloc 26è de la llista de bilionaris de Forbes del 2009. En 2015, segons Glassdoor, va ser considerat el millor CEO de l'any amb un 97% d'aprovació per part dels empleats. El 2007 ell i el cofundador Sergey Brin arribaren al lloc primer de la llista de les 50 persones més importants de la Xarxa feta per la revista PC World.
El 1998, Brin i Larry Page fundaren Google, Inc. El 20 de gener de 2011 es va fer oficial que Larry Page substituiria com a conseller delegat a Eric Schmidt el 4 d'abril de 2011.

## Biografia
Page va néixer a East Lansing, Míchigan, Estats Units, el 26 de març de 1973. És fill de dos docents universitaris, Glòria Page, professora de programació en la Universitat de Michigan i Carl V. Page, professor de Ciències de la Computació i Intel·ligència Artificial de la Universitat de Carolina de Nord a Chapel Hill i de la Universitat de Michigan, un pioner i autoritat en el camp de la Intel·ligència Artificial, prematurament mort el 1996. La seva mare és jueva; el seu avi matern posteriorment va emigrar a Israel, tot i que la llar de Page va ser secular.
Des dels dos anys d'edat va assistir a Lansing a una escola del mètode Montessori. La passió de Page pels ordinadors i la informàtica va començar als sis anys, i el seu interès per la tecnologia i els invents als dotze. El seu ídol juvenil va ser Nikola Tesla. Seguint els passos dels seus pares, i sota el seu auspici, va crear Google, una de les empreses més famoses que existeixen actualment.

## Informació addicional
Page ha donat conferències en diversos fòrums internacionals, com el Fòrum Econòmic Mundial, la Conferència de Tecnologia, Entreteniment i Disseny, la Cimera sobre Tecnologia de l'The Wall Street Journal, o el Club Commonwealth. Va ser nomenat World Economic Forum Global Leader for Tomorrow (Líder Global per al Futur de l'Fòrum Econòmic Mundial) el 2002, així com Young Innovator Who Will Create the Future (Jove Innovador Que crearà el Futur) per la revista Technology Review de l'MIT. Membre de l'National Advisory Committee (NAC) de la Facultat d'Enginyeria de la Universitat de Michigan, va ser nomenat Innovator of the Year (Innovador de l'Any) per la revista Research and Development i va ser elegit membre de l'Acadèmia Nacional d'Enginyeria el 2004.
El 2004, juntament amb Brin, va rebre el Premi Marconi, i el 24 d'octubre de 2008, en nom de Google, el Premi Príncep d'Astúries de Comunicació i Humanitats. El seu germà gran, Carl Victor Jr., va ser cofundador de eGroups, més tard venut a Yahoo.

### Vida privada
Larry Page va tenir una relació amb Marissa Mayer.
El 8 de desembre de 2007, a la hawaiana illa Necker, Larry Page es va casar amb Lucinda (Lucy) Southworth, llicenciada en ciències biomèdiques de les universitats de Pennsilvània i Oxford.
El 14 de maig de 2013, revela patir una paràlisi parcial de les cordes vocals i a conseqüència haver perdut part de la seva capacitat vocal.

### La fortuna
El març de 2005, la revista Forbes classifica a Larry Page i Serguei Brin en el 55è lloc en el seu rànquing de les persones més riques del planeta amb 7.200 milions de dòlars cadascú.
El desembre 2005, el Financial Times va nomenar Brin i Page com "Homes de l'any".
El 2006, Forbes va situar Larry Page en el lloc 27 en el seu rànquing de les fortunes més grans del planeta amb 12.800 milions de dòlars. El seu soci Sergey Brin és el 26è amb 12.900 milions de dòlars.
El 2007, de nou, Forbes va classificar Larry Page en el 5è lloc en el seu rànquing dels més rics dels Estats Units amb 18.500 milions de dòlars. Està lligat amb el seu company Sergey Brin.
El setembre de 2013, Forbes la classifica en el 20è lloc en el seu rànquing de les fortunes més grans del planeta amb 24.900 milions de dòlars.
El 2014, la fortuna de Larry Page puja a més de 32.000 milions de dòlars. És la 17a persona més rica del món.
L'any 2016, segons Forbes, la seva fortuna s'estima en 36.400 milions de dòlars, cosa que el situa, per tant, en la 12a posició de la llista de multimilionaris del món de la revista.
També segons Forbes, la seva fortuna va pujar a 54.000 milions de dòlars el 2018 i 50,8 mil milions de dòlars el 2019.
El març de 2021, segons bloomberg.com, la seva fortuna va arribar als 90.000 milions de dòlars, fet que el va convertir en el setè home més ric del món.
El març de 2023, segons Forbes, la seva fortuna s'estima en 82.200 milions de dòlars, cosa que el situa en el 10è lloc a la llista dels multimilionaris del món.

## Desenvolupament del motor de cerca
Per convertir les dades de backlink recollides pel rastrejador web de BackRub en una mesura d'importància per a una pàgina web determinada, Brin i Page van desenvolupar l'algorisme PageRank i es van adonar que es podria utilitzar per construir un motor de cerca molt superior als existents. L'algorisme es basava en una nova tecnologia que analitzava la rellevància dels enllaços d'entrada que connectaven una pàgina web a una altra.

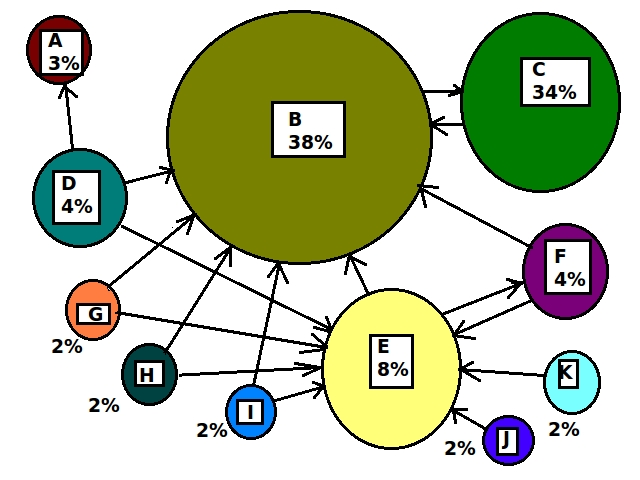
El lloc web matemàtic que enllaça l' algorisme de PageRank, il·lustrat per la correlació mida-percentatge dels cercles. L'algorisme es va batejar amb el nom de Page.

Combinant les seves idees, la parella va començar a utilitzar el dormitori de Page com a laboratori de màquines i va extreure peces de recanvi d'ordinadors econòmics per crear un dispositiu que feien servir per connectar l'ara naixent motor de cerca amb la xarxa de campus de banda ampla de Stanford. Després d'omplir la sala de Page amb equips, van convertir la cambra de dormitori de Brin en una oficina i centre de programació, on van provar els seus nous dissenys de motors de cerca a la web. El ràpid creixement del seu projecte va provocar problemes a la infraestructura informàtica de Stanford.
Page i Brin van utilitzar les habilitats bàsiques de programació HTML del primer per configurar una pàgina de cerca simple per als usuaris, ja que no tenien un desenvolupador de pàgines web per crear res elaborat visualment. També van començar a utilitzar qualsevol part de l'ordinador que trobessin per reunir la potència de càlcul necessària per gestionar les cerques de diversos usuaris. A mesura que el seu motor de cerca creixia en popularitat entre els usuaris de Stanford, requeria servidors addicionals per processar les consultes. L'agost de 1996, la versió inicial de Google, encara al lloc web de la Universitat Stanford, es va posar a disposició dels usuaris d'Internet.
A principis de 1997, la pàgina BackRub descrivia l'estat de la següent manera:
BackRub ja mostrava les rudimentàries funcions i característiques d'un motor de cerca: es va introduir una entrada de consulta que proporcionava una llista d'enllaços d'entrada classificats per importància. Page va recordar: "Ens vam adonar que teníem una eina de consulta. Us proporcionava una bona classificació general de pàgines i ordenació de les pàgines de seguiment. " Page va dir que a mitjan 1998 es van adonar del potencial del seu projecte: "Ben aviat, vam fer 10.000 cerques al dia. I hem pensat que potser això és real ".
La visió de Page i Brin s'ha comparat amb la de Johannes Gutenberg, l'inventor de la impressió moderna:
El 1440, Johannes Gutenberg va introduir Europa a la impremta mecànica, imprimint bíblies per al consum massiu. La tecnologia permetia imprimir llibres i manuscrits (originalment reproduïts a mà) a un ritme molt més ràpid, difonent així el coneixement i contribuint a iniciar el Renaixement europeu. . . Google ha fet una feina similar.
La comparació també va ser assenyalada pels autors de The Google Story : "No des que Gutenberg ... cap nova invenció ha donat poder als individus i ha transformat l'accés a la informació tan profundament com Google". A més, poc temps després que els dos "cuinessin el seu nou motor per fer cerques a la web, van començar a pensar en informació que en aquell moment estava més enllà de la xarxa", com la digitalització de llibres i l'ampliació d'informació sobre salut.

## Google

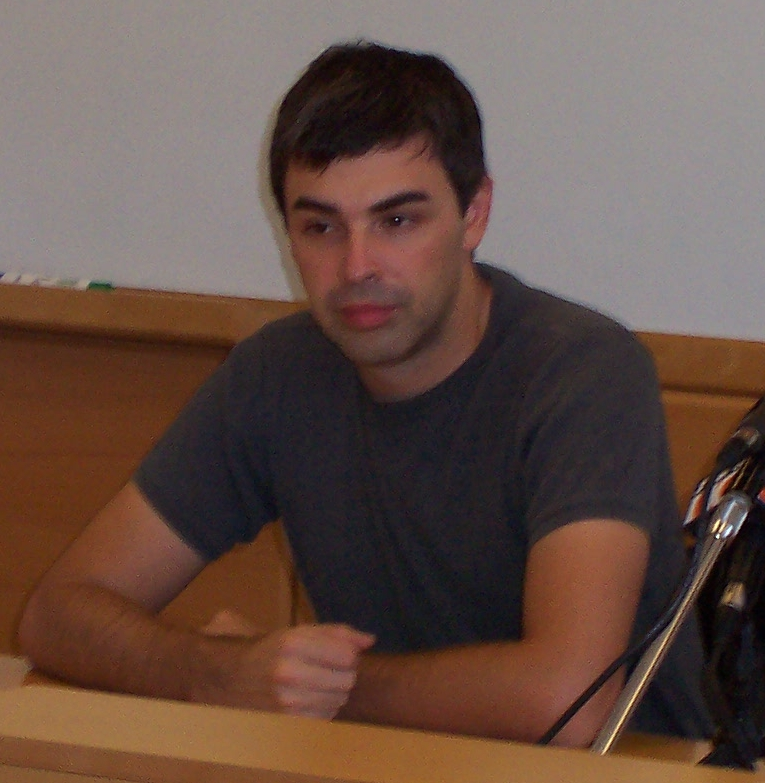
Page l'any 2003

Durant el seu doctorat a Stanford va conèixer a Serguei Brin. Junts van desenvolupar i van posar en marxa el cercador Google, que va començar a funcionar el 1998. Google està basat en la tecnologia patentada PageRank. Es diu que li van posar aquest nom al cercador per la seva semblança amb la paraula googol o googol (nom d'un nombre extremadament gran, 10 elevat a la 100, o 10 100).
El primer article que va publicar va ser acceptat pel diari científic de tots dos sobre Google, "The Anatomy of a Large-Scale hipertextual web motor de cerca" (1998), va figurar aviat entre els deu articles més citats de tots els temps.
Page va ser president de Google juntament amb Serguei Brin fins al 2001, any en què van decidir contractar Eric Schmidt. A partir de llavors Page va dirigir Google al costat de Serguei Brin i de Schmidt.
A data 4 d'abril de 2011 Eric Schmidt va cessar la seva activitat com a CEO de Google per donar pas a Larry Page.